# Szécsényi Kónya
Szécsényi Kónya (? – 1367) magyar főnemes, aki I. Lajos magyar király idejében 1366-tól haláláig Horvátország, Dalmácia és Szlavónia bánja volt.

## Családja
A Szécsényi család a Kacsics nemzetség Falkos ágából származik. A család alapítója Szécsényi Tamás Károly Róbert és fia Nagy Lajos magyar király idején országbíró, erdélyi vajda, tárnokmester és számos vármegye ispánja volt. A család birtokainak központjáról, Szécsényről vette a nevét. Kónya Szécsényi Tamás legidősebb fia, akinek anyja az Aba nemzetségből származó földbirtokos Visontai Pál ismeretlen nevű lánya volt. Testvérei Mihály, István, Gáspár, László és Anna voltak. Közülük a legjelentősebb Szécsényi Mihály volt, aki 1342-től 1362-ig váci, 1362-től haláláig pedig egri püspök volt. A többiek már kiskorukban meghaltak. Kónyának feleségétől, Haschendorfer Erzsébettől, aki Wulfing Haschendorfer hasfalvi nemes lánya volt három fia született. A legidősebb Ferenc országbíró, tárnokmester és erdélyi vajda, Zsigmod király egyik hadvezére volt. Legkisebb fia, Szécsényi Simon országbíró, erdélyi vajda, valamint székely ispán és királyi ajtónállómester volt, ugyancsak Zsigmond hadvezérei közé tartozott. A középső fiú, Miklós, aki Cered falu birtokosa volt fiatalon halt meg. Utoljára 1383-ban említették, valószínűleg abban az évben halt meg.
Miután feleségének testvérét, II. Wulfingot Zára ostromakor megölték (1346), és nem hagyott hátra férfi örökösöket, Lajos király 1347-ben Erzsébetnek fiúgyermeki státuszt adott, felhatalmazva őt apja földbirtokának örökölésére. Ennek eredményeként Szécsényi feleségén keresztül megszerezte Ecseg várát és más birtokait, amelyek később a hollókői uradalomhoz tartoztak (a várat később maguk a Szécsényiek rombolták le).

## Élete
Szécsényi Kónya a keresztségben a Miklós nevet kapta, de a kortársak (még a hivatalos dokumentumokban is) kizárólag „Kónyának” nevezték lógó („lekonyuló”) füle után. A nagyhatalmú Szécsényi családba született Szécsényi Tamás erdélyi vajda legidősebb fiaként. Kónya először 1327-ben bukkant fel a korabeli iratokban fiatal udvaroncként, amikor már Erzsébet királynénak, I. Károly hitvesének asztalnokmestere volt. Udvari tisztsége ellenére nem volt jelen 1330. április 17-én, amikor Záh Felicián karddal a kezében berontott a visegrádi királyi palota ebédlőjébe, és megtámadta a királyi családot. Szécsényi Kónya mesterhelyettese, Cselenfi János volt az, aki leszúrta a merénylőt. Szécsényi 1340-ig volt a királynéi udvar asztalnokmestere.
Róbert Károly király halála után (1342) I. Lajosnak is elkötelezett híve lett. A király édesanyja, Erzsébet évtizedeken át „egyfajta társkormányzóként tevékenykedett”, amivel erőteljes befolyást gyakorolt rá. Ez egyben udvarmestere, Szécsényi befolyásának növekedését is eredményezte. Kónya aktívan részt vett Nagy Lajos nápolyi hadjárataiban, és évekig Itáliában tartózkodott. Részt vett Corato ostromában, majd egy magyar és lombard katonákból álló helyőrséget vezetett. 1346-tól 1349-ig Sáros és Szepes vármegye, 1346 és 1350 között Nógrád vármegye ispánja volt (többek között a szandai várat is birtokolta). 1354-ben Csejte várának várnagyaként említik. 1354 és 1360 között Gömör vármegye ispánja és Fülek várának kapitánya volt. Pozsony vármegye ispáni tisztségét 1360-tól 1362-ig viselte. Pályafutását Horvátország és Dalmácia bánjaként fejezte be, 1366-tól a következő évben bekövetkezett haláláig szolgált ebben a minőségben.

## Fordítás
Ez a szócikk részben vagy egészben  a   Kónya Szécsényi című angol Wikipédia-szócikk ezen változatának fordításán alapul.  Az eredeti cikk szerkesztőit annak laptörténete sorolja fel. Ez a jelzés csupán a megfogalmazás eredetét és a szerzői jogokat jelzi, nem szolgál a cikkben szereplő információk forrásmegjelöléseként.